# Javier Ramírez Abeja
Javier Ramírez Abeja (Carmona, Sevilla, 14 de març de 1978) és un ciclista espanyol, professional des del 2004 fins al 2013.
Va destacar en categoria amateur, guanyant prestigioses proves com la Copa d'Espanya de ciclisme i la Volta a Lleó el 2003. Com a professional ha aconseguit el Tour de l'Azerbaidjan.

## Palmarès
- 2002
  - 1r al Gran Premi Macario
  - 1r a la Clàssica Memorial Txuma
- 2003
  - 1r a la Copa d'Espanya de ciclisme
  - 1r al Trofeu Guerrita
  - 1r a la Volta a Lleó i vencedor d'una etapa
  - 1r a la Volta a Àvila i vencedor d'una etapa
- 2008
  - 1r al Memorial Manuel Sanroma
  - Vencedor d'una etapa de la Volta a Cartagena
- 2012
  - 1r al Tour de l'Azerbaidjan i vencedor de 2 etapes
  - Vencedor d'una etapa de la Volta a Andalusia
  - Vencedor d'una etapa de la Volta a Xile

### Resultats al Giro d'Itàlia
- 2005. 65è de la classificació general
- 2006. 82è de la classificació general

### Resultats a la Volta a Espanya
- 2009. 62è de la classificació general
- 2010. 91è de la classificació general
- 2012. 120è de la classificació general